# Clermont-Ferrand

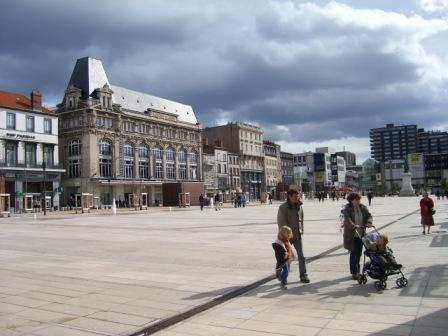
Place de Jaude, 2007

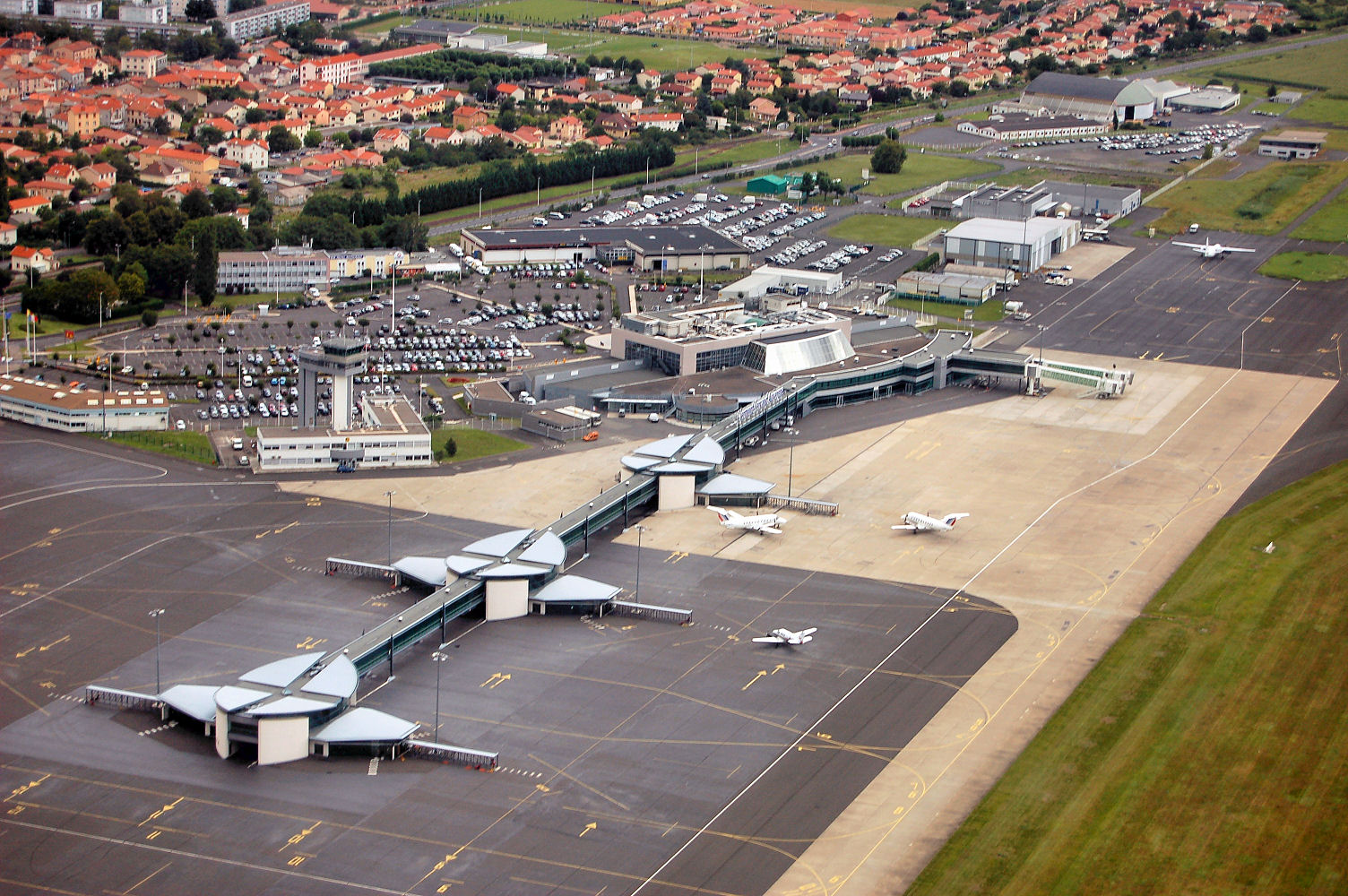
Flygplatsen

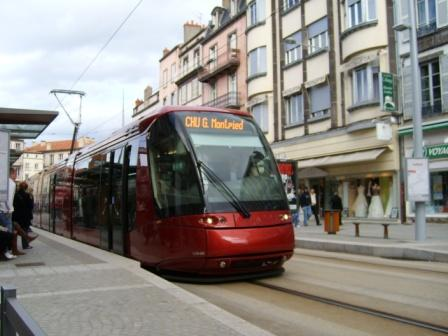
Spårvagn i Clermont-Ferrand

Clermont-Ferrand (occitanska: Clarmont-Ferrand) är en stad och kommun i regionen Auvergne-Rhône-Alpes i mellersta Frankrike, huvudort i departementet Puy-de-Dôme. Clermont-Ferrand är känt för den vulkaniska bergskedja som omger staden med berget Puy de Dôme som den högsta toppen (13 km från staden). På denna bergstopp finns också de välkända telekommunikationsmasterna som syns på mycket långt avstånd. År 2022 hade Clermont-Ferrand 147 751 invånare.
Clermont och Montferrand var ursprungligen två rivaliserande städer som tvingades ihop på 1600-talet. Den räknas som en av Frankrikes äldsta städer. I Clermont stod slaget vid Gergovia där den galliska hövdingen Vercingetorix vann över Julius Caesar 52 f.Kr.. Det var också här som påven manade till det första korståget.
Stadens största son är filosofen och matematikern Blaise Pascal. Det största företaget är däcktillverkaren Michelin som fortfarande har sitt huvudkontor i Clermont-Ferrand. På 1960-talet studerade den franske författaren Pierre Michon litteraturhistoria vid stadens universitet.

## Historia
Clermont omnämns för första gången av den grekiske geografen Strabon under namnet Nemessos, en gallisk term som syftar på en helig skog.
Vid staden utkämpades slaget vid Gergovia där gallerna under Vercingetorix besegrade Julius Caesar. Under den efterföljande romerska perioden kallades staden Augustonemetum, en latiniserad form av det galliska namnet med kejsaren Augustus' namn som förled. Stadens befolkning uppgick vid den här tiden till 15 000-30 000 invånare vilket gjorde Clermont-Ferrand till Galliens största stad.
848 döptes staden om till Clairmont efter borgen Clarus Mons. Clermont var då ett biskopssäte som styrdes av sin biskop och det första korståget med avsikt att befria Jerusalem från muslimsk kontroll utgick från Clermont. För att motverka biskoparnas makt lät grevarna i Auvergne grunda staden Montferrand 1120 efter förebilder från de nya städerna i södra Frankrike. 1551 blev Clermont en kunglig stad och 1610 kronans egendom (propriété inséparable de la Couronne).
Den 15 april 1630 tvingade ediktet i Troyes samman de två städerna. En sammanslagning som åter konfirmerades av Ludvig XV 1731 genom ett andra edikt. Montferrand utgjorde vid denna tid inte mer än en förstad till Clermont och förblev det fram till 1900-talet. Mån om sin självständighet begärde Montferrand självständighet 1789, 1848 och 1863.
Dagens utseende fick Clermont-Ferrand under 1900-talet då Michelin lät bygga sina fabriker och anlägga parkerna i staden. Detta band oåterkalleligen de två städerna till varandra. Trots det finns idag två stadscentra i Clermont-Ferrand, och Montferrand har kvar en stark egen identitet.

## Administration
Serge Godard från Socialisterna (Parti Socialiste) är sedan 1997 stadens borgmästare.

## Kommunikationer
Från Clermont-Ferrand går motorvägsleder i alla fyra väderstreck; norrut och Paris (ca 3,5 timmar), söderut och Béziers (ca 3 timmar), österut och Lyon (ca 2 timmar), västerut och Bordeaux (ca 4 timmar). 
Stadens kollektivtrafik är baserad på busstrafik och ett nybyggt spårvägssystem färdigställt år 2006.

## Museer
- L'Aventure Michelin

## Utbildning
- ESC Clermont Business School

## Befolkningsutveckling
Antalet invånare i kommunen Clermont-Ferrand
| Referens: INSEE |